# Villa Lindenegg

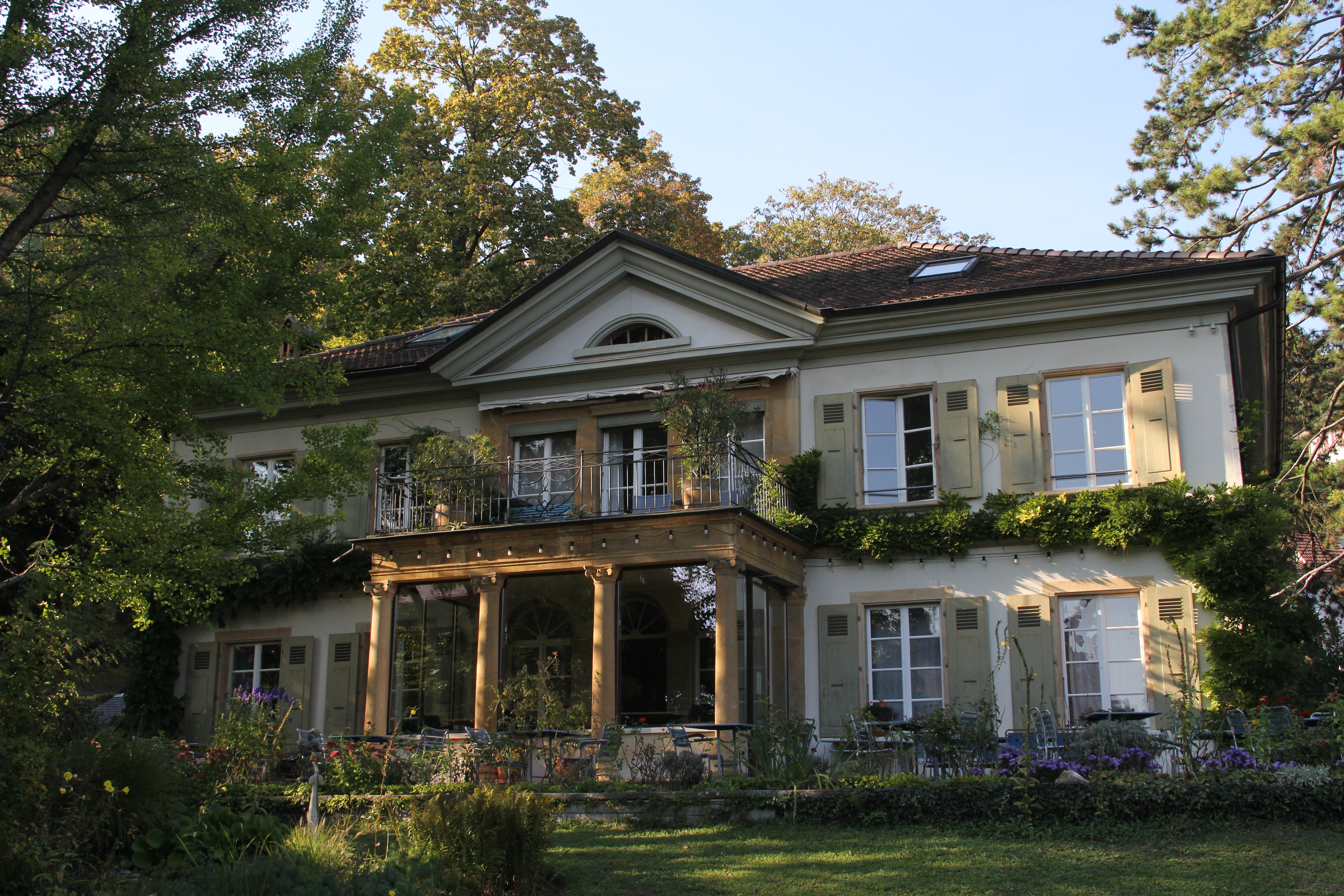
Villa Lindenegg in Biel

Die Villa Lindenegg (französisch Coin-des-Tilleuls) ist ein 1831 errichtetes Gebäude in Biel/Bienne im Schweizer Kanton Bern.

## Geschichte
Die Villa Lindenegg ist benannt nach dem östlich angrenzenden Flurnamen im Lindenegg. Die Berner Denkmalpflege beschreibt das als «schützenswert» eingestufte Haus als «vornehmes spätklassizistisches Gebäude mit 2 Geschossen unter Walmdach. Die achsensymmetrisch konzipierten Fassaden sind mit Kalksteinsockel, Gurt- und Dachgesims gegliedert. […] Parkartiger Garten mit grosszügiger Terrasse vor dem Haus, alten Bäumen, Brunnen und Gartenhäuschen (SO-Ecke); originale Umfassungsmauern mit prächtigem Eingangsportal. Der wohlproportionierte, zurückhaltend instrumentierte Baukörper ist ein wichtiges Glied des vorstädtischen Villengürtels unmittelbar westlich der Altstadt.»
Während des Baus starb zuerst die Frau des Bauherrn Albert Bridel, Louise Julie, am 13. Januar 1831. Und kaum war das Haus fertig erstellt und die Vorbereitungen für den Umzug im Gang, passierte das nächste Unglück: aus Bridels Jagdgewehr löste sich ein Schuss, und auch Albert Bridel war am 31. Oktober 1831 tot. Die vier unmündigen Kinder blieben zurück, elternlos, aber mit einem schönen neuen Haus. Von der Familie Bridel ging das Haus über mehrere Stationen 1927 an den erfolgreichen Molkereibesitzer Robert Grünig (1894–1984). Er liess die Villa Lindenegg 1939 umfassend renovieren.
1985 verkauften die Erben Grünig die unterhaltsintensive Liegenschaft der Stadt Biel. Fortan diente die Villa als Gästehaus der Stadt. Offizielle Gäste der Stadt logierten dort, und der Stadtpräsident lud gelegentlich Gäste zum Essen ein. Die Büros des Stadtpräsidiums befinden sich ganz nahe im Bloeschhaus. Aus Kostengründen entschieden die Behörden 1993, das Gästehaus nicht mehr in dieser Form weiterzuführen. Aufgrund eines Wettbewerbs wurde die Lindenegg für jedermann zugänglich privatwirtschaftlich und kostendeckend als Kleinhotel weiterbetrieben. Am 16. Juni 1996, nach einer sanften Renovation und allernötigsten Anpassungen, eröffneten drei Pächterinnen den Betrieb.